# Esbjörn Hagberg

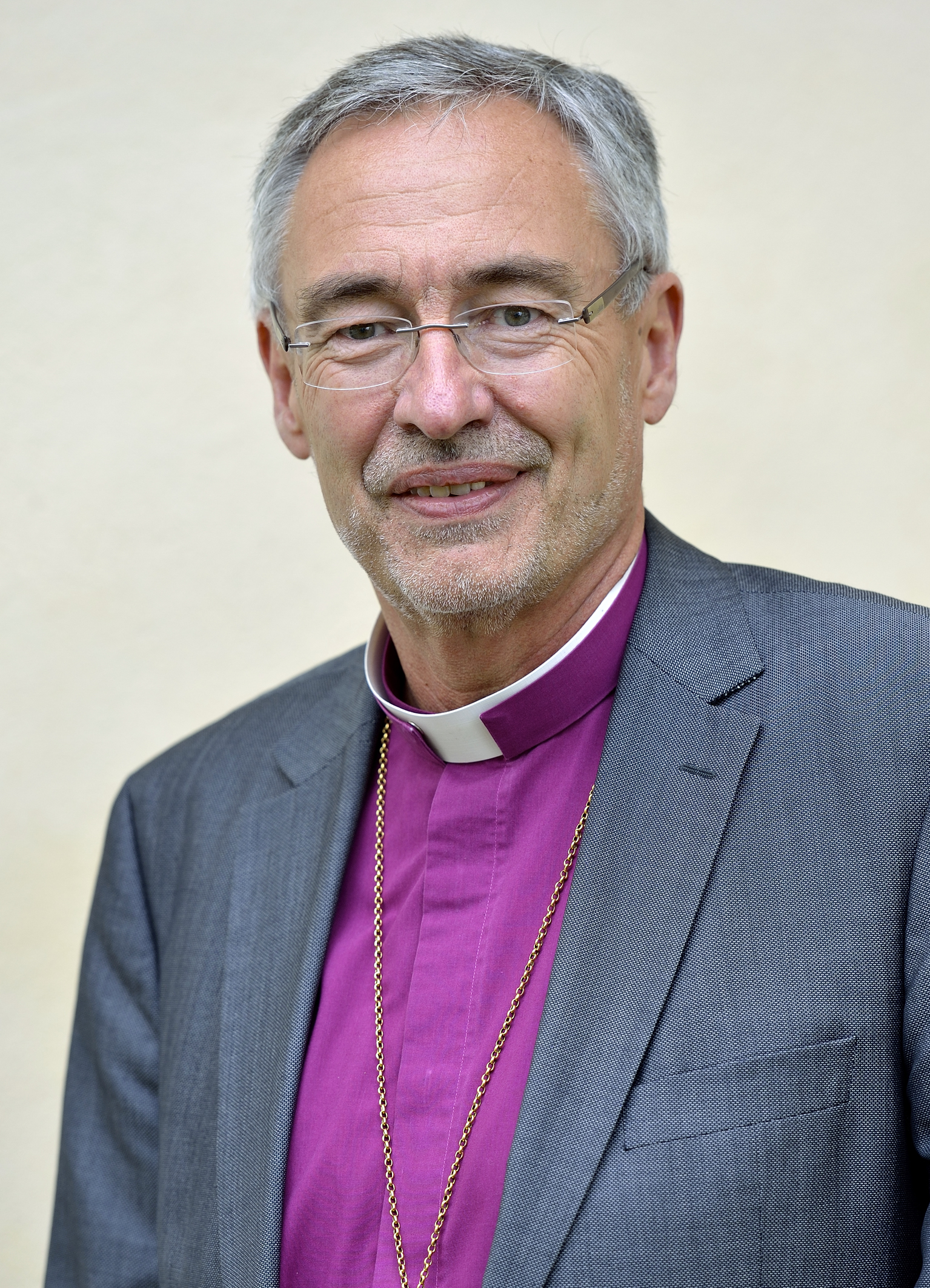
Esbjörn Hagberg, 2013

Esbjörn Hagberg (* 1950 in Västerås) ist ein schwedischer lutherischer Theologe und Bischof.

## Leben
Nach seiner Schulzeit studierte Hagberg Evangelische Theologie in Schweden. 1975 wurde Hagberg im Bistum Västerås ordiniert. Er hatte Pfarrstellen in Grängesberg und Enköping inne und amtierte von 1998 bis 2002 an der Theologischen Hochschule Johannelund, wo er auch Dozent für Poimenik war. Von 2002 bis zur Emeritierung 2016 war er Bischof im Bistum Karlstad.

## Schriften
- Leva i försoning, Herdabrev, Libris 2006
- Själavård vid köksbordet, Libris 2000
- Med smak av nåd, Libris 2000